# Melagiri, Chikmagalur
Melagiri là một làng thuộc tehsil Chikmagalur, huyện Chikmagalur, bang Karnataka, Ấn Độ.